# Cancer du sein triple négatif
Le cancer du sein triple négatif est un type de cancer du sein ne présentant pas de récepteur des œstrogènes , ni de récepteur de  la progestérone  et de récepteur 2 du facteur de croissance épidermique humain. Il survient principalement chez les femmes de moins de 40 ans, et représente environ 15 à 20 % des patientes atteintes d'un cancer du sein. Comparativement aux autres types de cancer du sein, la durée de survie est plus courte et le taux de mortalité est de 40 % dans les cinq ans suivant le diagnostic.

## Clinique et épidémiologie
La durée médiane de survie après métastase n'est que de 13 mois et le taux de récidive après chirurgie atteint 25 %. Les métastases touchent souvent le cerveau et les organes viscéraux. Les métastases à distance surviennent principalement au cours de la troisième année après le diagnostic. Le délai moyen de rechute chez les patientes porteuses d'un cancer du sein non triple négatif est de 35 à 67 mois, alors que celui chez les patientes porteuses d'un cancer du sein triple négatif n’est que de 19 à 40 mois. Le taux de mortalité dans les trois mois suivant la récidive peut atteindre 75 %,.
En raison de son phénotype moléculaire, le cancer du sein triple négatif n'est pas sensible aux antagonistes des récepteurs ou à la thérapie moléculaire ciblée. Par conséquent, la chimiothérapie est le principal traitement systémique, mais l'efficacité de la chimioradiothérapie adjuvante postopératoire conventionnelle est médiocre. Les lésions métastatiques résiduelles conduisent à terme à une récidive tumorale. Le bevacizumab a été utilisé en association avec des médicaments chimiothérapeutiques pour traiter ces cancers dans certains pays, mais la survie des patients n'a pas augmenté de manière significative.
Cette forme représente environ 15-20% des cancers du sein. Il est lié aux mutations germinales du gène BRCA1. 80 % des cas de cancer chez des personnes porteuses de cette mutation sont "triple-négatif". Jusqu'à 19,5 % des patients atteints de cancer du sein triple négatif sont porteurs de mutations BRCA1/2, et les populations noires et hispaniques ont une forte probabilité d'être porteuses de mutations BRCA1/2 ,

## Diagnostic

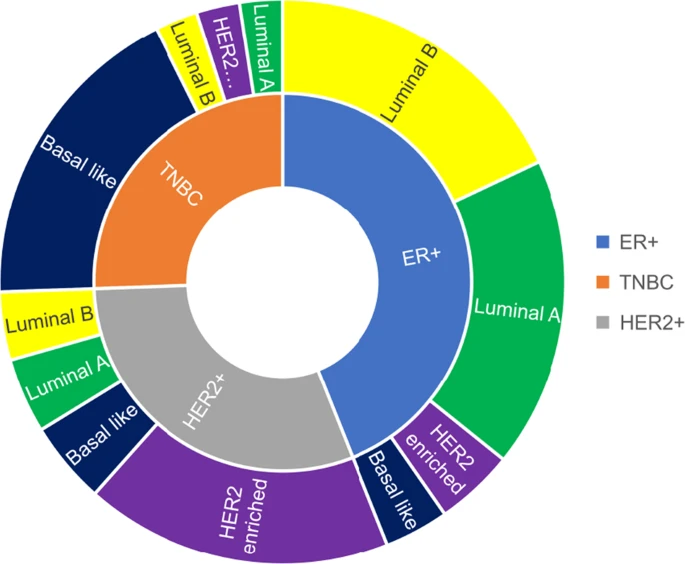
Répartition des sous types de cancer du sein. Cancer du sein triple négatif (TNBC)

Il n'existe pas de signe clinique, radiologique ou échographique permettant de suspecter un cancer du sein triple négatif.
Le diagnostic se fait uniquement par la recherche des récepteurs sur la biopsie. Le cancer du sein triple négatif est caractérisé par une expression cellulaire inférieur à 1 % du récepteur des œstrogènes et du récepteur de la progestérone  déterminée par immunohistochimie et une expression de HER2 de 0 à 1+ par immunohistochimie, ou 2+ par immunohistochimie et une hybridation in situ en fluorescence négative (c'est-à-dire sans augmentation des copies de gène HER2), selon les directives de l'American Society of Clinical Oncology/College of American Pathologists de 2018 et 2020 ,. .
Ces caractéristiques moléculaires simples, obtenues par des techniques biologiques courantes, ne reflètent pas la très grande hétérogénéité des cancers du sein triple négatif.
Les études transcriptionnelles divisent le cancer du sein triple négatif en deux sous-types basaux, BL1 et BL2 ; un sous-type mésenchymateux M, dépourvu de cellules immunitaires;un sous-type mésenchymateux MSL (mesenchymal stem-like) ; un sous-type immunomodulteur IM (immunomodulatory); et un sous-type LAR (luminal androgen receptor) en raison de la présence de récepteur des androgènes sur les cellules luminales,. Ces différents sous-types transcriptionnels permettent de mieux orienter le traitement.

## Traitement

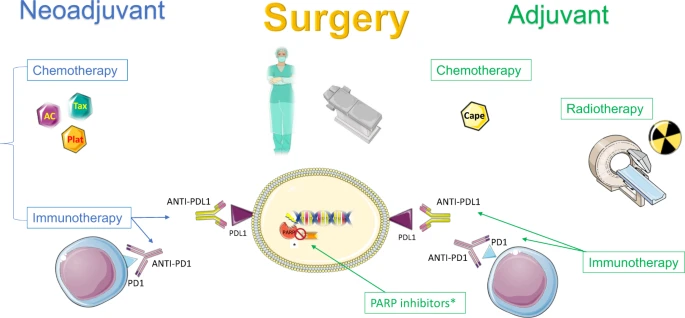
Traitement multidisciplinaire du cancer du sein triple négatif Des inhibiteurs adjuvants de PARP sont administrés aux personnes présentant des mutations germinales BRCA1 ou 2 et de la capécitabine à celles présentant une maladie résiduelle, bien que l'intégration optimale à l'ère de l'immunothérapie soit incertaine. En traitement néoadjuvant bleu ; dans les traitements adjuvants verts.

Le cancer du sein triple négatif ne répond pas à la thérapie ciblée et à l'hormonothérapie puisqu'il ne possède ni l'expression hormonale ni le gène HER2, cible de ce traitement.
La chimiothérapie est le pilier du traitement médical systémique. Cependant, dans certains cas de cancer du sein triple-négatif métastatique, on peut ajouter un traitement par l'immunothérapie. L'immunothérapie aide à renforcer ou à rétablir la capacité du système immunitaire à combattre le cancer.

### Chimiothérapie

#### Taxane
Le mécanisme d'action du paclitaxel repose principalement sur l'inhibition de la dépolymérisation des microtubules. Ainsi, les cellules ne peuvent pas former de fuseaux ni de fibres de fuseau pendant la mitose, ce qui oblige les cellules à s'arrêter en prométaphase, inhibant ainsi la division cellulaire. En plus de son effet antimitotique, le paclitaxel a également une fonction antitumorale médiée par des macrophages activés. La toxicité antitumorale du paclitaxel est également associée à son induction de l'apoptose. Le mécanisme sous-jacent à l’action du docétaxel est le même que celui du taxel, mais à la même dose toxique, le docétaxel a un effet de dépolymérisation anti-microtubule deux fois supérieur à celui du taxel et possède un spectre antitumoral plus large.
D'autres études ont montré que le paclitaxel à base de solvant conventionnel, disponible dans le commerce, peut provoquer des réactions allergiques graves, voire mortelles. L’huile de ricin polyoxyéthylée, solvant couramment utilisée, restreint sévèrement la libération de particules de taxel et réduit son efficacité. Comparé au paclitaxel à solvant conventionnel , le paclitaxel lié à l'albumine peut raccourcir le temps d'administration du médicament, ne nécessite pas de prétraitement pour prévenir les réactions allergiques et a une efficacité d'administration du médicament plus élevée sur les cellules endothéliales.
Après l'application d'une chimiothérapie à base de taxane, les sous-types de type basal (BL1 et BL2) ont des taux de rémission clinique quatre fois plus élevés que les sous-types MSL et LAR,.

#### Anthracyclines
Les anthracyclines et les antibiotiques anthracyclines sont une classe de médicaments chimiothérapeutiques dérivés de Streptomyces peucetius var. Césius. Ils peuvent traiter plus de types de cancer que tout autre type de médicament chimiothérapeutique et peuvent être utilisés pour traiter la leucémie, le lymphome, le cancer du sein, le cancer de l’utérus, le cancer des ovaires et le cancer du poumon.
Grâce à un grand nombre d’études cliniques, les chercheurs ont obtenu des schémas posologiques optimaux pour le traitement adjuvant des anthracyclines dans le cancer du sein : la dose optimale de doxorubicine est de 60 mg/m2 et celle d’épirubicine est de 100 mg/m2 . D'autres études ont montré que l'augmentation de la dose n'améliorait pas le taux de survie ni ne réduisait le taux de rechute.
L'anthracycline peut réduire le risque de rechute et de décès par cancer du sein de 25 à 30 % . Selon les données cliniques existantes, après 6 mois de chimiothérapie par anthracyclines, le taux de mortalité a diminué d'environ 38 % chez les patients âgés de moins de 50 ans au moment du diagnostic alors que le taux de mortalité chez les patients âgés de 50 à 69 ans au moment du diagnostic. le diagnostic a diminué d’environ 20 %,. L’efficacité de la chimiothérapie aux anthracyclines n’a montré aucune différence significative entre les sous-types de cancer du sein.

#### Cyclophosphamide
Le cyclophosphamide n'a pas d'activité antitumorale in vitro. Après avoir pénétré dans l'organisme, le cyclophosphamide est d'abord converti en aldophosphamide par les oxydases à fonction mixte microsomales  du foie. L'aldophosphamide est instable et est activé par le cytochrome P450 dans les cellules tumorales pour produire de la moutarde azotée et de l'acroléine ayant une activité alkylante. La moutarde azotée a des effets cytotoxiques sur les cellules tumorales. L'association docetaxel + cyclophosphamide est utilisée comme schéma thérapeutique néoadjuvant standard pour le cancer du sein HER2-négatiF.

#### Platinum
Le cisplatine a un effet inhibiteur sur les cellules cancéreuses. Le sous-type BL1 avait une sensibilité significativement plus élevée à la chimiothérapie au cisplatine que les autres sous-types de  cancer du sein triple négatif.

#### Fluorouracil
Le 5-fluorouracile lui-même n’a aucune activité biologique. Sous l'action de l'orotate phosphoribosyltransférase, le 5-fluorouracile peut être converti en métabolites actifs, le monophosphate de fluoruridine et le monophosphate de fluorodésoxyuridine, in vivo.
La capécitabine est un agent cytotoxique qui exerce une activité sélective contre les cellules tumorales. La capécitabine elle-même n'a aucune cytotoxicité et est très efficace après transformation en 5-fluorouracile cytotoxique in vivo. Ce processus est catalysé par la grande quantité de thymidylate phosphorylase dans la tumeur, entraînant la production de plus de 5-fluorouracile  dans la tumeur, avec une efficacité antitumorale plus forte (meilleure que le 5-Fu). La capécitabine convient au traitement ultérieur du cancer du sein primitif ou métastatique avancé avec une chimiothérapie inefficace au paclitaxel ou aux anthracyclines. Avec l'application généralisée des anthracyclines et des taxanes dans le traitement du cancer du sein, un nombre croissant de patientes développent une résistance aux anthracyclines et aux taxanes, ce qui est devenu un problème urgent dans la pratique clinique. En tant que médicament oral au fluorouracile de nouvelle génération, la capécitabine agit sélectivement sur les cellules tumorales avec une expression élevée de thymidine phosphorylase. La capécitabine a une efficacité élevée, une faible toxicité et une administration pratique. L'association de capécitabine et de cisplatine dans le traitement des patients atteints de métastases de cancer du sein triple négatif prétraités par de l'anthracycline et du taxane a une activité significative et des effets secondaires acceptables.

### Traitements ciblant le cancer du sein triple négatif

#### Récepteur du facteur de croissance épidermique
60 % des cancers du sein triple négatif expriment fortement le récepteur du facteur de croissance épidermique, ce taux atteignant près de 80% dans le type basal-like espérant faire de ce récepteur une cible thérapeutique. Un essai clinique randmisé de phase II n'a pas montré l'efficacité espérée. une étude du transcriptome a montré que les voies de signalisation du récepteur du facteur de croissance épidermique dans les cellules du dans les cellules du cancer du sein triple négatif ne sont pas mêmes que dans les cellules non cancéreuses expliquant l'échec des traitements ciblés.
Une étude de 2020 montre que la mélittine, une toxine produite par les abeilles, pourrait présenter un intérêt thérapeutique pour ce type de cancer. cette toxine agit sur les récepteur du facteur de croissance épidermique,.

#### Inhibiteur des poly(ADP-ribose) polymérases
Les poly(ADP-ribose) polymérases (PARP) sont une classe d’enzymes de réparation de l’ADN. Sa fonction principale est de maintenir la stabilité du génome, de réparer l'ADN et de participer à la progression du cycle cellulaire et à l'apoptose. La poly(ADP-ribose) polymérase 1 est l'une des enzymes les plus importantes de la famille PARP et joue un rôle essentiel dans la réparation de l'ADN. L'inhibition des poly(ADP-ribose) polymérases entraînera la perte de la fonction de réparation de l'ADN et induira ainsi l'apoptose. Les inhibiteurs des poly(ADP-ribose) polymérases peuvent améliorer considérablement les effets thérapeutiques de la radiothérapie et de la chimiothérapie. Les inhibiteurs de PARP ont des effets antitumoraux significatifs sur les tumeurs déficientes en BRCA1/BRCA2, et l'effet d'inhibition sur les tumeurs mutantes BRCA1 est 100 à 1 000 fois plus élevé que sur les tumeurs sans de telles mutations. Par conséquent, les inhibiteurs de PARP devraient être utilisés dans le traitement ciblé des patients triple négatif présentant des mutations BRCA1. Malheureusement, les études cliniques récentes n’ont pas observé une efficacité thérapeutique idéale. L'administration d'olaparib, un inhibiteur de PARP, n'a pas généré de différence significative dans le taux de réponse entre les patients triple négatif avec et sans mutations BRCA1/2 . Par conséquent, il a été supposé que d’autres mécanismes de réparation de l’ADN pourraient exister chez les patients triple négatif, rendant ces patients insensibles aux seuls inhibiteurs de PARP.

#### Récepteur des androgènes
La récepteur des androgènes est exprimée à la fois dans les tissus mammaires normaux et dans les tissus cancéreux du sein, mais les niveaux sont significativement différents selon les tissus cancéreux du sein. L'expression du récepteur des androgènes est positive chez environ 10 à 15 % des patients triple négatif.
Le cancer du sein triple négatif de sous-type LAR est défini comme un récepteur des androgènes positif,. Les essais cliniques utilisant des molécules bloquant le récepteur des androgènes ont montré un taux de bénéfice clinique de 25% en utilisant l' enzalutamide.
En plus de l'expression du récepteur des androgènes, les lignées cellulaires du sous-type LAR présentent un taux élevé de mutations activatrices de PIK3CA, gène codant la sous unité alpha de la phosphatidylinositol-3,4-bisphosphate kinase  et présentent une forte sensibilité aux inhibiteurs de PI3K. La coévolution des mutations PIK3CA associées au récepteur des androgènes  est similaire aux cancers du sein récepteurs aux estrogènes-positifs, qui ont une fréquence élevée de mutations PIK3CA,. Les données précliniques montrent que la combinaison du bicalutamide avec un inhibiteur de PI3K produit un effet additif/synergique, spécifiquement dans les lignées cellulaires LAR .

#### Récepteur des œstrogènes alpha-36
On pense généralement que les cellules du cancer du sein triple négatif, étant négatives pour l’expression du récepteur aux estrogènes, du récepteur à la progestérone et du récepteur du HER2, ne possèdent pas de transduction intracellulaire du signal des œstrogènes. Elles sont insensibles au traitement endocrinien et manquent de cibles thérapeutiques connues. En 2005 a été  découvert, cloné et identifié pour la première fois un nouveau récepteur d'œstrogène, ER-α36, dont le poids moléculaire est de 36 kDa. Ce récepteur aux estrogènes est très différent du récepteur aux estrogènes-α66 couramment étudié. Comparé au récepteur aux estrogènes-α66, le récepteur aux estrogènes-α36 ne possède pas les domaines activateurs transcriptionnels AF-1 et AF-2 mais conserve les domaines de liaison à l'ADN et les domaines de certains ligands dimères. Le récepteur aux estrogènes-α36 est principalement exprimé dans le cytoplasme et la membrane cellulaire, et son expression peut être détectée dans les cellules de cancer du sein à la fois ER-positives et ER-négatives. Par conséquent, ER-α36 est un récepteur aux estrogènes exprimé par la membrane qui peut rapidement médier la transduction de la signalisation des œstrogènes et des anti-œstrogènes dans les cellules de cancer du sein récepteur aux estrogènes-positives et récepteur aux estrogènes-négatives. L'étude des  mécanismes de signalisation de récepteur aux estrogènes-α36 dans des lignées cellulaires de laboratoire révèlent  une boucle de rétroaction positive du récepteur du facteur de croissance épidermique et du récepteur aux estrogènes-α36 dans le cancer du sein triple négatif, indiquant que récepteur aux estrogènes-α36 pourrait être une cible potentielle pour le traitement du cancer du sein triple négatif.

### Immunothérapie

#### Inhibiteur de point de contrôle immunitaire
L’atézolizumab (Tecentriq) est un inhibiteur du point de contrôle qu’on associe au nab-paclitaxel (Abraxane) pour traiter le cancer du sein triple négatif avancé ou métastatique qui exprime la protéine PD-L1. Le pembrolizumab, un anticorps monoclonal dirigé contre la protéine PD-1, associé à une chimiothérapie néo-adjuvante, permet des rémissions plus prolongées dans les formes précoces. Ce bénéfice concerne essentiellement les tumeurs qui expriment fortement le PD-1.

### Traitement du cancer du sein triple négatif métastasé
Une thérapeutique ciblée de type conjugué anticorps-médicament  associant un (anticorps monoclonal et inhibiteur de topoisomérase), le sacituzumab govitecan, est disponible aux États-Unis, en Australie, au Royaume-Uni, en Allemagne depuis 2020 et en France depuis novembre 2021. Ce médicament, commercialisé sous le nom Trodelvy, cible l'antigène Trop-2 (un antigène de surface cellulaire exprimé dans plusieurs cancers résistant à la chimiothérapie).

## Pronostic
Ce type de cancer constitue un problème clinique en raison de son pronostic relativement mauvais, de son comportement agressif et de l'absence de thérapies ciblées.
Le risque de récidive est important dans les cinq premières années, puis décroît rapidement.

## Sources de l'article
- Yin, L., Duan, JJ., Bian, XW. et al. Triple-negative breast cancer molecular subtyping and treatment progress.                    Breast Cancer Res 22, 61 (2020). https://doi.org/10.1186/s13058-020-01296-5 paru sous licence  Creative Commons Attribution 4.0 International pour la section traitement